# Zło budzi się wiosną
Zło budzi się wiosną (szw. Vårlik) – powieść kryminalna szwedzkiego pisarza Monsa Kallentofta z 2010. Polskie wydanie książki ukazało się w 2012 w tłumaczeniu Ingi Sawickiej.

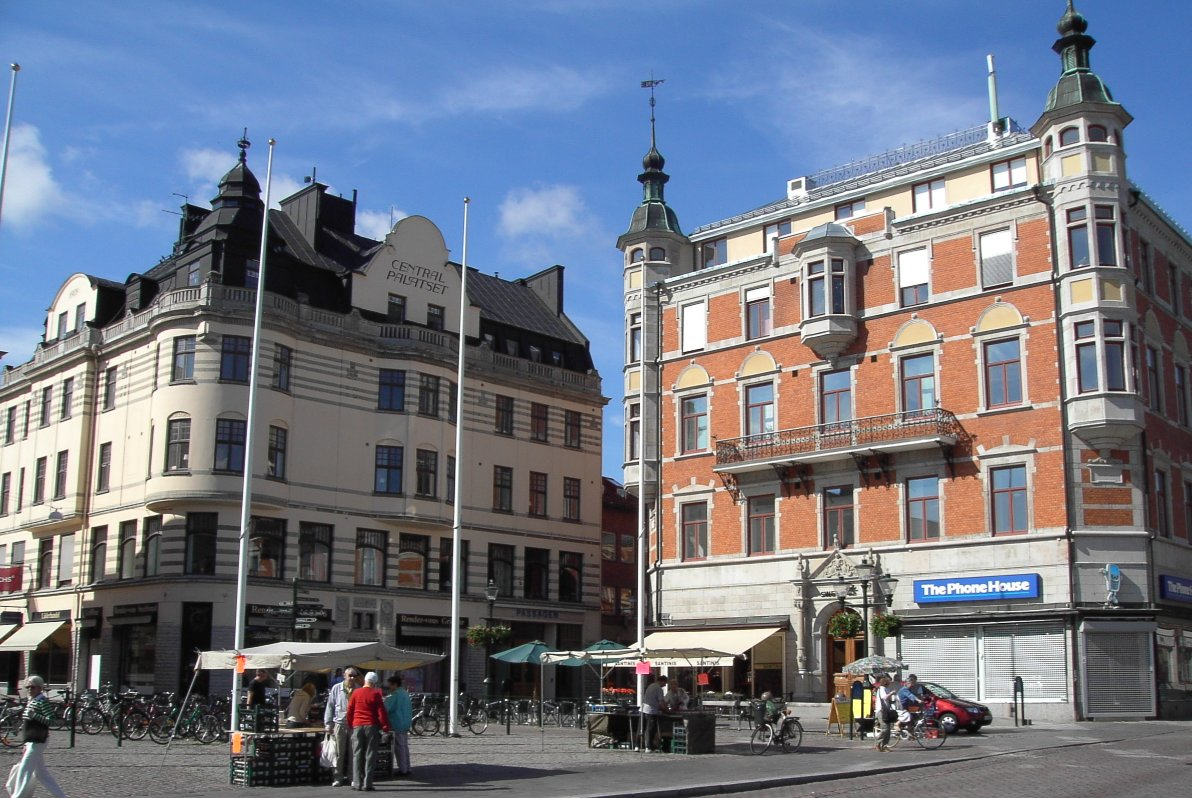
Rynek w Linköpingu – tutaj wybuchła bomba

## Treść
Jest czwartą częścią kryminalnej serii z detektyw Malin Fors z Linköpingu, której pomaga Zaharias Zeke Martinsson. W końcowej części wspomaga ich komisarz i zastępca szefa sztokholmskiego Wydziału Zabójstw – Conny Nygren. Akcja rozgrywa się w maju 2010 w Linköpingu, Sztokholmie i na wyspach Archipelagu Sztokholmskiego. 7 maja na rynku w Linköpingu wybucha bomba, od której giną dwie sześcioletnie dziewczynki, siostry Tuva i Mira Vigerö, a ich matka, Hanna zostaje ciężko ranna. Ładunek zostaje zdetonowany przed oddziałem banku SEB, co nasuwa przypuszczenia, że atak miał podłoże ekonomiczne. Trop ten zdaje się potwierdzać po przekazanym oświadczeniu z przyznaniem się do ataku wysłanym przez nieznaną wcześniej organizację – Front Wyzwolenia Ekonomicznego. Pod uwagę brany jest także wariant religijny – przesłuchiwany jest miejscowy imam. Z czasem ujęty zostaje Jonathan Ludvigsson z Frontu Wyzwolenia Ekonomicznego, jednak Malin nie jest przekonana do tego tropu i bada inne możliwości.
W powieści krytykowany jest świat wielkiego biznesu, jako bezwzględny i nie liczący się z dobrem ludzi i generowane przez niego nierówności społeczne. Bogacze gotowi są zabijać dzieci, by tylko chronić swoje majątki. Opisane są skutki kryzysu finansowego dla przeciętnych mieszkańców Szwecji, w tym terenów zagrożonych dużym bezrobociem. Równolegle rozwija się wątek uczuciowy pomiędzy Malin a lekarzem Peterem Hamse. Malin heroicznie walczy też z własnym nałogiem alkoholowym.